# Centre religieux d'information et d'analyse de la BD
CriaBD
Le Centre religieux d'information et d'analyse de la BD (CriaBD) est une association sans but lucratif fondée en 1985 à Bruxelles, pour promouvoir la bande dessinée chrétienne. Le centre organise périodiquement des conférences, des expositions, et parfois des festivals. Il publie la revue Coccinelle puis la revue Gabriel.
Il remet annuellement le « prix Gabriel de la BD chrétienne », appelé d'abord « prix Coccinelle » puis « prix Gabriel » depuis 2000. Il décerne aussi le « prix Gabriel Jeunesse », le prix « coup de cœur », le prix « Valeurs humaines » et le « prix européen de la BD chrétienne ». Le prix Gabriel et le prix européen fusionnent pour devenir en 2016 le « prix européen Gabriel de la BD chrétienne ».

## Historique
Le Centre religieux d'information et d'analyse de la BD est créé en 1985 avec le statut d'association, par le frère Roland Francart, pour promouvoir la bande dessinée chrétienne. Cette association est œcuménique et basée à Bruxelles. La même année, le centre organise en août l'exposition « De Jijé à Vink, 1941-1985 », à l'abbaye de Maredsous.
C'est le 8 septembre suivant que le centre remet ses premiers prix annuels. Les prix remis les deux premières années sont particuliers : le prix 1985 récompense le meilleur album de la période 1943-1960 ; le prix décerné en 1986 récompense le meilleur album des années 1975-1985. Les prix des années suivantes récompensent le meilleur album de l'année civile précédente.
Le centre commence en octobre 1985 la publication de sa revue Coccinelle, qui paraîtra jusqu'en mars 1994.
Le CriaBD organise en août 1996 l'exposition « Votre prénom dans la BD », sur les vies de saints, à l'occasion de ses dix ans.
Un prix « européen » est créé en plus, avec pour parrains l'auteur Hugo Pratt, qui accepte en 1987, et le cardinal Gianfranco Ravasi, qui accorde son parrainage en 2011. En 2011, ce « Prix européen de la BD chrétienne » est décerné à François d’Assise de Dino Battaglia, et remis à Strasbourg. Ce prix fusionnera en 2016 avec le prix principal, le prix Gabriel, pour devenir le « prix européen Gabriel de la BD chrétienne »,.
En mars 1998, le centre lance sa nouvelle revue Gabriel, qui fait suite à Coccinelle. Gabriel est une revue spécialisée présentant largement l'actualité de la bande dessinée chrétienne, avec les nouveautés, les publications et des portraits d'auteurs. Henri Filippini juge que « la présentation de Gabriel est soignée et ses articles toujours intéressants pour le lecteur qui se passionne pour le média BD », malgré des moyens financiers modestes.
Le Centre religieux d'information et d'analyse de la BD organise un festival et des conférences en mai 2006, pour ses vingt ans d'existence.
Filippini juge en 2018 que les efforts du frère Roland Francart pour remettre en forme la bande dessinée chrétienne sont un pari gagné. D'après le journal La Croix en 2019, le centre est reconnu être une « institution phare de la BD chrétienne » et la « principale association francophone consacrée à la bande dessinée chrétienne ».

## Prix annuels

### 1985
- Premier Prix Coccinelle 1985, pour la période 1943-1960 : Charles de Foucauld, par Jijé, Spirou et Dupuis, 1959, rééditions Triomphe 2005, 2011, 2014[11].
- Prix du public : Don Bosco par Jijé, Spirou belge 1941-1942, puis 16 éditions, rééd. Triomphe 2015[11].

### 1986
- Prix Coccinelle 1986, pour la période 1975-1985 : À Calcutta avec Mère Teresa, dessin de Noëlle Herrenschmidt, textes de Benoît Marchon[4], 1983 ; rééd. 1990, 2009.
- Mention spéciale : Le Père Damien, par Cécile Schmitz et Marie-Hélène Sigaut, éd. Univers Media Fleurus[4].

### 1987
- Prix 1987 : La Passion de Jésus, par Jean-François Kieffer[12].

### 1988
Prix de la BD chrétienne, « prix Coccinelle 1988 » pour :
- La Bonne Nouvelle, les quatre premiers albums : 1. Le mystère de la grotte, 1948 ; 2. Alerte en Palestine, 1948 ; 3. La trahison de Judas, 1949 ; 4. Le triomphe de la Croix, 1950 ; par Pilamm, Casterman, 1948-1950 ; rféédités en 1987 par Brepols[13].

### 1989
- Prix 1989 : L'homme de Molokaï, par Cécile Schmitz et Marie-Hélène Sigaut, éd. Dargaud Bénélux[4].
- Mention spéciale : La Fresque biblique, tomes 1 à 4, par Jean Torton, Claude Lambert et Olivier Cair-Hélion, éd. du Lombard[4].

### 1990
- Prix Coccinelle 1990 : Missionnaire en Nouvelle-France: Pierre-Joseph-Marie Chaumonot, dessin de Paul Roux, scénario de Gilles Drolet[14].
- Mention spéciale : Froidure, par Marco Venanzi et Michel Dusart, éd. Fédération[4].

### 1991
- Prix Coccinelle : Colomban, un aventurier de l'Europe, dessin de Pierre Dubois, textes de Philippe Aubert, Fleurus, 1990[15].

### 2000
- Prix Gabriel 2000 : En chemin avec Jean Berchmans, par Patrick Van Oppen, Dominique Bar et Paule Fostroy, Coccinelle BD[16].

### 2001
- Prix Gabriel : Le Grand Cerf Blanc (Saint Hubert) et Le Cahier (Ypres 1916-1918), par Philippe Glogowski, éd. Vanter et Triomphe[16].

### 2002
- Prix Gabriel : Récits bibliques en images, par Gaëtan Evrard, éd. Averbode et Fidélité[16].

### 2003
- Prix Gabriel : L'Évangile pour les enfants, par Jean-François Kieffer et Christine Ponsard, éd. Fleurus-Edifa et Vander[16].

### 2004
- Prix Gabriel : Saint Nicolas, par Vincent Wagner et Thierry Wintzner, éd. Signe[16].

### 2006
- Prix Gabriel : Paul de Tarse, Le chemin de Damas, par Dominique Bar, LDC et Fondation Saint-Paul/Halewijn[16].

### 2007
- Prix Gabriel : La Joie d'un Choix (Sainte Marie-Eugénie Milleret), de Geert De Sutter et Paule Fostroy, Coccinelle BD[16].

### 2008
Prix Gabriel de la BD chrétienne pour :
- Bernadette - Affaire non classée, de Dominique Bar et Brunor[17].

Mention spéciale :
- Mention spéciale à Laurent Bidot pour L'histoire du Mont-Saint-Michel, éditions Glénat[17].

### 2009
- Prix Gabriel : La Bible en Manga : le Messie[16], par Kozumi Shinozawa, texte de Hidenori Kumai, d'après la Bible[18].
- Mention spéciale : Saint Benoît « l'âme de l'Europe », de Noël Gloesner et Monique Amiel, Triomphe[16].

### 2010
- Prix Gabriel : Yalla ! La vie de Sœur Emmanuelle en BD, de Galdric, Casterman[16].
- Mention spéciale : La Bible, Ancien Testament, La Genèse, 2e partie, de Damir Zitko, Michel Dufranne et Jean-Christophe Camus, Delcourt[16].

### 2011
- Prix Gabriel 2011 de la bande dessinée chrétienne : Jean-Baptiste Fouque – Le téméraire de la charité, par Dominique Bar et Pierre Bar, éd. Triomphe[19].
- Mention spéciale : Golgotha, 4e tome de Ben-Hur, par Jean-Yves Mitton, éd. Delcourt[19].
- Prix en néerlandais : Orval, tome 2, par Jean-Claude Servais, éd. Dupuis[19].

Le « prix européen de la BD chrétienne » est décerné pour la première fois, et remis à Strasbourg en juin 2011. Il est attribué à :
- François d’Assise, de Dino Battaglia (dessinateur), Laura Battaglia (co-scénariste et coloriste), J.-M. Colasanti (co-scénariste)[1].

### 2012
- Prix Gabriel : Les moines de Tibhirine-Fès-Midelt : une vie donnée à Dieu et aux hommes[16], par Dominique Bar et Gaëtan Evrard, Éditions du Signe[20].
- Mention spéciale : Rien de grave sœur Honorine !, premier tome des Petites chroniques de l'abbaye cistercienne Sainte-Marie de Rieunette, Éditions Téqui[16].

### 2013
- Prix Gabriel : Jeanne la Pucelle, tome 1 : Entre les bêtes et les Anges, dessin de Jean-François Cellier, scénario de Fabrice Hadjadj, Éditions Soleil[16],[11].
- Mention spéciale : Joseph, du rêve à la réalité[16], de Philippe Hochet.

### 2014
- Prix Gabriel : Césaire d'Arles, dessin de Christian Goux (Roumegoux), scénario de Marie-Josée Delage et Louis-Bernard Koch, Éditions du Triomphe[21].

### 2015
- Prix Gabriel 2015 : Poverello, par Robin (Pascal Gindre), éditions Bayard BD[22],[23].
- Prix Coup de cœur 2015 : Pourquoi moi ? Zachée, Bartimée et les ongulés, dessin de Cécile Guillement, texte d'Olivier Améra et Patricia Chalm, éd. Olivétan et Opec[23].
- Prix Valeurs humaines 2015 : Martin Luther King Jr, J'ai fait un rêve, dessin de Naresh Kumar, scénario de Michael Teitelbaum et Lewis Helfand, éditions 21g[23].

### 2016
- Prix Gabriel 2016 : L'abbaye de Clairvaux. Le corps et l'âme, scénario de Didier Convard et Éric Adam, dessin de Denis Béchu, éditions Glénat, 2015[22].
- Prix Gabriel du 30e anniversaire du CriaBD : Jean-François Kieffer pour l'ensemble de son œuvre[11].

### 2017
Le « prix européen Gabriel de la BD Chrétienne » est décerné pour 2017 à l'album de Zep :
- Un bruit étrange et beau[6] (éditions Rue de Sèvres).

Le prix Gabriel Coup de Cœur 2017 est décerné à :
- Les Larmes d’Esther, de Robin (alias Pascal Gindre), publié aux éditions Bayard[24].
- Le prix Gabriel Jeunesse 2017 est décerné à l’album « Au matin du troisième jour, Auguste et Romulus »[24] d’Étienne Jung au dessin et Laurent Bidot au scénario, (éditions Mame).
- Le prix Gabriel « Valeurs Humaines » 2017 est décerné à l’album « Gandhi, ma vie est mon message »[24] de Sachin Nagar au dessin et Jason Quinn au scénario, (éditions Mame).

### 2018
Le « prix européen Gabriel de la BD Chrétienne » est décerné pour 2018 à : 
- Jésus en BD[8],[25], dessiné par Li-An et colorisé par Laurence Croix sur un scénario de Bénédicte Jeancourt-Galignani (éditions Bayard Jeunesse).
- Le prix « Valeurs Humaines » est décerné à l’album Blanc Casque[24],[25] de Jijé pour sa réédition par les Éditions du Triomphe.

### 2019
Le « prix européen Gabriel de la BD Chrétienne » est décerné pour 2019, à :
- François : des favelas au trône de Saint Pierre, un destin extraordinaire, par Laurent Bidot (dessin), Arnaud Delalande et Yvon Bertorello (scénario), Les Arènes BD[10],[3].

Le prix « Coup de Cœur » est décerné à :
- Le Mystère de l'icône cachée, de Jean Evesque, Éditions des Béatitudes[10].

### 2020
Le « prix européen Gabriel 2020 » récompense :
- Saint Pierre, une menace pour l'Empire Romain, scénario de Patrice Perna, dessin de Marc Jailloux, couleurs de Florence Fantini, dossier documentaire par Bernard Lecomte, éditions Glénat - Le Cerf, 2019[27].

### 2021
Le « prix européen Gabriel 2021 » récompense :
- Monseigneur Vladimir Ghika, Vagabond Apostolique, scénario de Louis-Bernard Koch, dessin de Gaëtan Evrard, couleurs de Bénédicte Quinet, éditions du Triomphe, 2020[28].

Le prix « Gabriel Jeunesse 2021 » est décerné à :
- Les Grands Témoins en BD (tome 4), 14 Femmes d’exception, Album collectif, Éditions Bayard Jeunesse.

Le prix « Valeurs humaines » est décerné à :
- La Force des femmes, Rencontres africaines, Texte et dessins de Joël Alessandra, Éditions Des ronds dans l’O.